# Concours international des vins à Lyon
 (décembre 2014).
Le Concours International De Lyon est organisé sous le patronage des Toques Blanches Lyonnaises et l'Association des Sommeliers Lyonnais et Rhône-Alpes. Il est validé par la DGCCRF et publié sur la liste du 12 septembre 2013. Seules les médailles des concours vinicoles référencés sur la liste de la DGCCRF (Ministère de l’Économie et des Finances) peuvent figurer dans l’étiquetage des vins. Le concours récompense les meilleurs vins mondiaux et, depuis 2015, les meilleurs spiritueux et bières en attribuant des médailles.

## Le Jury
Chaque table de jury est composée de professionnels du vin (œnologues, sommeliers, cavistes, courtiers, producteurs, chefs cuisiniers….) et d’amateurs éclairés (membres de club de dégustations, journalistes internationaux, blogueurs…). Les professionnels du vin vérifient la conformité. La dégustation se fait à l’aveugle.
Chaque dégustateur note les vins individuellement puis comparativement. Le vin est analysé selon plusieurs critères : Visuel, olfactif, gustatif, harmonie générale. Puis il est évalué à l’aide d’une grille de notation.
À la fin de la dégustation le commissaire général du concours récupère les notes de chaque jury puis les résultats sont attribués informatiquement.

## Médailles
- Médaille d’Or
- Médaille d’Argent

Les producteurs peuvent apposer les médailles sur les bouteilles récompensées.

## Présidents d'honneur
- 2010 : Grégory Cuilleron - Chef à Saint-Foy-lès-Lyon et Chroniqueur TV.
- 2011 : Fabrice Sommier - Meilleur ouvrier de France 2007, Chef Sommelier du restaurant Georges Blanc et Président de l'Association Sommelier Lyonnais et Rhône-Alpes.
- 2012 : Laurent Bouvier - Chef à l'Elleixir (Limonest) et Président des Toques Blanches Lyonnaises.
- 2013 : Mathieu Vial - Chef-sommelier chez Paul Bocuse.
- 2014 : Christophe Roure - Chef 2 étoiles Michelin et Meilleur ouvrier de France 2007.
- 2015 : Denis Verneau - Sommelier chez La Mère Brazier, Meilleur ouvrier de France 2015.
- 2016 : Christophe Marguin - Président des Toques Blanches Lyonnaises – Chef du restaurant Marguin.
- 2017 : Gaëtan Bouvier - Meilleur Ouvrier de France Sommelier 2016 - Chef Sommelier de La Villa Florentine - Une étoile Michelin
- 2018 : Tsuyoshi Arai - Chef étoilé Michelin du restaurant lyonnais le 14 février.
- 2019 : Laurent Derhé - Meilleur Ouvrier de France Sommelier - Président de l'Association des Sommeliers Lyonnais et Rhône-Alpes.
- 2020 : Yohann Chapuis - Chef étoilé Michelin du Restaurant Greuze à Tournus et membre des Toques Blanches Lyonnaises.
- 2021 : Christian Janier - Un des Meilleurs Ouvriers de France Fromager 2000
- 2021 : Eric Goettelmann - Chef Sommelier Exécutif chez Paul Bocuse - MOF Sommelier 2019
- 2022 : Didier Lassagne - Meilleur Ouvrier de France - Formateur - Président de la commission du Meilleur Apprenti de France et Président de la commission de formation de la Fédération Française des Fromagers.
- 2022 : Florence Périer, présidente d'honneur concours vins, bières, spiritueux - Toques Blanches Lyonnaises - Cheffe au Café du Peintre - Ambassadrice des Mères Lyonnaises .
- 2023 : François Robin, président d'honneur concours fromages et produits laitiers - Meilleur Ouvrier de France - Responsable secteur fromage chez Fauchon - Formateur et auteur de "Le Fromage pour les nuls".
- 2023 : Hervé Baligand - Chef Sommelier du Restaurant doublement étoilé Michelin La Pyramide Patrick Henriroux - Sommelier de l’année 2018 au trophée de la gastronomie et des vins de Lyon.
- 2024 : Josiane Déal - Meilleur Ouvrier de France Fromager 2004

- 2024 : Joseph Viola - Meilleur Ouvrier de France et Chef des bouchons lyonnais Daniel & Denise
- 2025 : Romain Le Gal - Meilleur Ouvrier de France Fromager 2023
- 2025 : Bernard-Marie François - Meilleur Ouvrier de France Charcutier 1976
- 2025 : Frédéric Schaaf, Président de l'Association des Sommeliers Lyonnais et de Rhônes-Alpes

## Lieu
Depuis 2010, les dégustations se déroulent à la Cité Internationale de Lyon.

## Chiffres clefs
- 2010 : 1400 échantillons dégustés et 349 médailles décernées[3].
- 2011 : 1800 échantillons dégustés et 475 médailles décernées[4].
- 2012 : 2400 échantillons dégustés et 716 médailles décernées[5].
- 2013 : 3205 échantillons dégustés et 954 médailles décernées[6].
- 2014 : 3685 échantillons dégustés et 1175 médailles décernées[7].
- 2015 : 4568 échantillons dégustés et 1450 médailles décernées[8].
- 2016 : 5779 échantillons dégustés et 1828 médailles décernées[9].
- 2017 : 6366 échantillons dégustés et 2047 médailles décernées[10].
- 2018 : 6860 échantillons dégustés et 2009 médailles décernées [11].
- 2019 : 7645 échantillons dégustés et 2470 médailles décernées [12].
- 2020 : 7780 échantillons dégustés et 2091 médailles décernées[13].
- 2021 : 9300 échantillons dégustés et 3129 médailles décernées[14].
- 2022 : 9600 échantillons dégustés et 3108 médailles décernées[15].
- 2023 : 9000 échantillons dégustés et 2767 médailles décernées [16]
- 2024 : 8700 échantillons dégustés et 2662 médailles décernées [17]
- 2025 : 7854 échantillons dégustés

## Particularité
Depuis la création du concours, 63 pays représentés : Afrique du Sud, Algérie, Allemagne, Andorre, Argentine, Australie, Autriche, Belgique, Brésil, Canada, Chili, Chine, Chypre, Costa Rica, Croatie, Danemark, Espagne, Estonie, États Fédérés de Micronésie, États-Unis, Éthiopie, Finlande, France, Géorgie, Grèce, Honduras, Hongrie, Inde, Irak, Irlande, Israël, Italie, Japon, Kosovo, Liban, Luxembourg, Macédoine, Maroc, Mexique, Moldavie, Monaco, Norvège, Nouvelle-Zélande, Pays-Bas, Pologne, Polynésie Française, Portugal, République Dominicaine, République tchèque, Roumanie, Royaume-Uni, Serbie, Singapour, Slovaquie, Slovénie, Suède, Suisse, Taïwan, Tunisie, Turquie, Ukraine et Vietnam.
- 2015 :  le concours est ouvert à la bière et aux spiritueux.
- 2016 : Le Concours International de Lyon a créé une bourse destinée aux étudiants de mention complémentaire sommellerie au Lycée Hôtelier de Dardilly. Ce prix est destiné à faire découvrir, de façon pratique, un pays viticole européen à travers l’étude d’une appellation ou d’une région. Il s’agit de financer le voyage de découverte d’une appellation, pour un binôme d’étudiants. Les étudiants intéressés rédigent un dossier pour présenter leur projet de voyage, puis exposent leurs motivations lors de la soutenance orale[18].
- 2016 : 43 catégories supplémentaires de bières ont été créées et 65 nouvelles familles de spiritueux[19].
- 2017 : 66 catégories de bières et 156 catégories de spiritueux dégustés [20].
- 2019 : le concours des Spiritueux réuni les 5 continents et décerne le titre de Meilleur Spiritueux du Monde (2019 France [21], 2020 Japon [22], 2021 France [23], 2022 Belgique [24], 2023 Italie [25], 2024 Croatie [26])
- 2021 : le concours est ouvert aux fromages et aux produits laitiers[27].
- 2025 : Ouverture des Charcuteries et de la boutique officielle

## Formation
Le concours propose aux dégustateurs une formation à la dégustation notée. Le principal objectif de cette dégustation est d’apprendre à noter des vins, un exercice qui nécessite de l’expérience, et qui permet à chacun de s’entrainer sur la grille de notation qui sera utilisée le jour de la dégustation.
Lors de la formation, chaque étape de la dégustation est approfondie (visuel, olfactif, gustatif, harmonie générale) ainsi que les termes œnologiques pour exprimer ses perceptions sensorielles.